# Integriertes ländliches Entwicklungskonzept
Als integriertes ländliches Entwicklungskonzept (kurz ILEK) wird ein besonderes Konzept zur ländlichen Entwicklung bezeichnet, das darauf abzielt, den ländlichen Raum gleichzeitig als Lebens-, Arbeits-, Erholungs- und Naturraum weiterzuentwickeln. Dieses Konzept zielt auf eine möglichst umfassende Berücksichtigung verschiedener Handlungsfelder ab. Dabei sollen regionaltypische Eigenheiten besonders berücksichtigt werden, und es sollen regionalinterne Kräfte aktiviert und regionale Netzwerke aufgebaut werden. Ein ILEK kann als Weiterentwicklung eines Agrarstrukturellen Entwicklungsplanes (AEP) verstanden werden.

## Inhaltlicher Aufbau
Grundlage eines ILEK ist eine SWOT-Analyse (Stärken-Schwächen-Analyse) des aktuellen Zustandes einer Region. Im Weiteren werden Ziele und Handlungsfelder benannt, die kurz-, mittel- und langfristig zu berücksichtigen sind. Durch den so entwickelten Handlungsplan soll sichergestellt werden, dass die Maßnahmen und Handlungen verschiedener regionaler Akteure bei der Entwicklung einer Region zusammenwirken und dem gemeinsam definierten Ziel dienen.
Die Handlungspläne berühren unter anderem Aspekte der Dorfgestaltung und Dorferneuerung, demografischen Entwicklung, Infrastruktur, Regionalplanung, landwirtschaftliche Flächen, Naturräume und Tourismus. Damit wird der durch das EU-Programm LEADER entwickelte Ansatz auf alle Lebensbereiche der ländlichen Entwicklung angewendet.

## Förderung
Die Erstellung eines integrierten ländlichen Entwicklungskonzeptes wird unter bestimmten Voraussetzungen von der Europäischen Union, bzw. den regional zuständigen Behörden bezuschusst. Die im ILEK ausgearbeiteten Projekte können ggf. ebenfalls gefördert werden.

## Regionen, die mit einem ILEK arbeiten (Auswahl)
- Altmühl-Mönchswald-Region
- Aktionsbündnis Oberpfalz-Mittelfranken (AOM)
- Blühende Badische Bergstraße
- Brückenland Bayern-Böhmen
- Dresdner Heidebogen
- Elbe-Röder-Dreieck
- Fränkischer Grabfeldgau
- Harzweserland
- Iller-Roth-Biber
- Kreuzbergallianz
- Lausitzer Seenland
- Maifeld-Pellenz
- Nordlippe
- Oberes Werntal
- Kulturraum Oberes Örtzetal
- Ostfriesland-Mitte
- Passauer Oberland
- Rund um die Neubürg – Fränkische Schweiz
- Sächsische Schweiz
- Schweinfurter Oberland
- Selfkant
- Silbernes Erzgebirge
- SOL Südliches Osnabrücker Land
- Südlippe
- Landkreis Vechta
- Landkreis Vorpommern Greifswald
- Wirtschaftsband A9 Fränkische Schweiz e. V.
- Wittlager Land (Bad Essen, Bohmte, Ostercappeln)
- Zentrale Oberlausitz
- Zittauer Gebirge
- Zwickauer Land